# Массенжи
Массенжи́ (фр. Massingy) — коммуна во Франции, находится в регионе Бургундия. Департамент коммуны — Кот-д’Ор. Входит в состав кантона Шатийон-сюр-Сен. Округ коммуны — Монбар.
Код INSEE коммуны — 21393.

## Население
Население коммуны на 2010 год составляло 160 человек.
| 1962 | 1968 | 1975 | 1982 | 1990 | 1999 | 2010 |
| ---- | ---- | ---- | ---- | ---- | ---- | ---- |
| 125  | 125  | 145  | 116  | 130  | 150  | 160  |

## Экономика
В 2010 году среди 104 человек трудоспособного возраста (15—64 лет) 80 были экономически активными, 24 — неактивными (показатель активности — 76,9 %, в 1999 году было 71,8 %). Из 80 активных жителей работали 76 человек (38 мужчин и 38 женщин), безработных было 4 (4 мужчины и 0 женщин). Среди 24 неактивных 10 человек были учениками или студентами, 9 — пенсионерами, 5 были неактивными по другим причинам.